# Annonville
Annonville település Franciaországban, Haute-Marne megyében. Lakosainak száma 29 fő (2022. január 1.). Annonville Noncourt-sur-le-Rongeant, Saint-Urbain-Maconcourt, Thonnance-les-Moulins, Domremy-Landéville és Épizon községekkel határos.

## Népesség
A település népességének változása:
| Lakosok száma | 50   | 29   | 46   | 31   | 31   | 33   | 32   | 30   | 29   | 29   |
|               | 1968 | 1982 | 1990 | 2006 | 2013 | 2015 | 2017 | 2019 | 2020 | 2022 |